# NGC 825
NGC 825 est une vaste (?) galaxie spirale située dans la constellation de la Baleine. NGC 825 a été découverte par l'astronome allemand Albert Marth en 1863.

## Caractéristiques
Sa vitesse par rapport au fond diffus cosmologique est de 3 128 ± 19 km/s, ce qui correspond à une distance de Hubble de 46,1 ± 3,2 Mpc (∼150 millions d'al).
À ce jour, neuf mesures non basées sur le décalage vers le rouge (redshift) donnent une distance de 76,344 ± 10,447 Mpc (∼249 millions d'al), ce qui est loin à l'extérieur des valeurs de la distance de Hubble. Notons que c'est avec la valeur moyenne des mesures indépendantes, lorsqu'elles existent, que la base de données NASA/IPAC calcule le diamètre d'une galaxie et qu'en conséquence le diamètre de NGC 825 pourrait être d'environ 33,6 kpc (∼110 000 al) si on utilisait la distance de Hubble pour le calculer. 
La classe de luminosité de NGC 825 est I et elle présente une large raie HI.

## Groupe de NGC 825
NGC 825 est la galaxie est la plus grosse galaxie d'un groupe de galaxies qui porte son nom. Le groupe de NGC 825 qui comprend au moins 5 galaxies. Les quatre autres galaxies du groupe sont IC 208, IC 1776, UGC 1646 et UGC 1649.
Selon E.L. Turner, les galaxies NGC 825 et IC 208 forment une paire de galaxies rapprochées.